# ناتالی مندوزا
ناتالی مندوزا (انگلیسی: Natalie Mendoza؛ زادهٔ ۱۲ اوت ۱۹۷۸) هنرپیشه، خواننده و رقصنده استرالیایی است. وی از سال ۱۹۹۵ میلادی تاکنون مشغول فعالیت بوده‌است.
از فیلم‌هایی که وی در آن نقش داشته است، می‌توان به نزول، جزیره شیطان، اسب‌بازی و نزول قسمت ۲ اشاره کرد.